# Arthur Arnould
Arthur Arnould (Dieuze, 7 aprile 1833 – Parigi, 26 novembre 1895) è stato un giornalista e scrittore francese.
Fece parte del Consiglio della Comune di Parigi.

## Biografia
Figlio di un insegnante, dopo una breve carriera nell'amministrazione dello Stato divenne giornalista di opposizione al Secondo Impero, subendo ammende e carcere.
Con la proclamazione della Repubblica, il 4 settembre 1870, fu nominato vicesindaco del IV arrondissement di Parigi. Il 26 marzo 1871 fu eletto al Consiglio della Comune e membro della Commissione esteri, passando il 6 aprile alla Commissione lavoro e scambio, il 21 aprile alla sussistenza e il 4 maggio alla Commissione istruzione.
Il 1º maggio fu addetto, con Vermorel, alla redazione del Journal officiel della Comune e votò contro la creazione del Comitato di Salute pubblica. Dopo la Settimana di sangue si rifugiò in Svizzera mentre la corte marziale di Versailles lo condannava alla deportazione in contumacia.
Anarchico d'ispirazione prudhoniana, scrisse nel 1877 L'État et la Révolution e nel 1878 l'Histoire populaire et parlementaire de la Commune de Paris. Tornato a Parigi dopo l'amnistia del 1880, con lo pseudonimo di A. Matthey, il cognome della moglie Jenny, pubblicò alcuni romanzi di successo. Dopo la morte di Jenny, si risposò con la pittrice Delphine de Cool (1830-1921) e si dedicò alla teosofia e all'esoterismo. Iniziato al Martinismo da Papus, nel 1886 fu decorato dell'ordine di Isabella la Cattolica. Fu anche presidente della Società teosofica di Parigi ed editore di Lotus bleu, la rivista della Società.
Nel 1891 pubblicò alcuni suoi ricordi su Bakunin e nel 1895 le Croyances fondamentales du bouddhisme.

## Scritti
- Béranger. Ses amis, ses ennemis et ses critiques, Paris, Joël Cherbuliez, 1864
- L'Etat et la Révolution, Librairie Socialiste, Henri Kistemaeckers, Genève-Bruxelles, 1877
- Histoire populaire et parlementaire de la Commune de Paris, 3 voll., Librairie socialiste, Henri Kistemaeckers, Genève-Bruxelles, 1878
- Le drame de la Croix-rouge, Paris, Charpentier, 1882
- Les croyances fondamentales du bouddhisme, Paris, Societé Théosophique, 1895